# Éclipse solaire du 3 octobre 2005
L’éclipse solaire du 3 octobre 2005 est une éclipse solaire annulaire. Elle eut lieu il y a : 19 ans, 6 mois et 19 jours.
C'était la 4e éclipse annulaire du XXIe siècle.

## Parcours
Cette éclipse, d'une magnitude de plus de 95 %, a pu être observée en Europe, principalement en Portugal et en Espagne (elle passa à Madrid), puis sur l'Afrique (Algérie, Tunisie, Libye, Soudan, Éthiopie, Kenya).

Carte animée de l'éclipse.
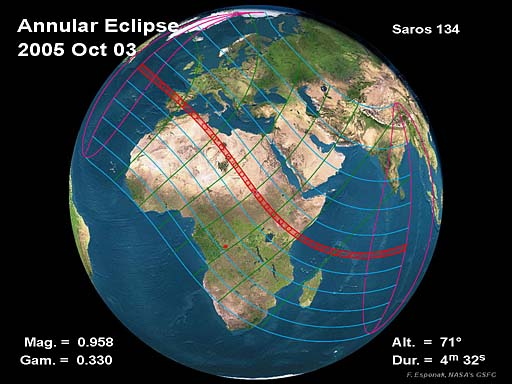
Trajectoire de l'éclipse.

## Galerie

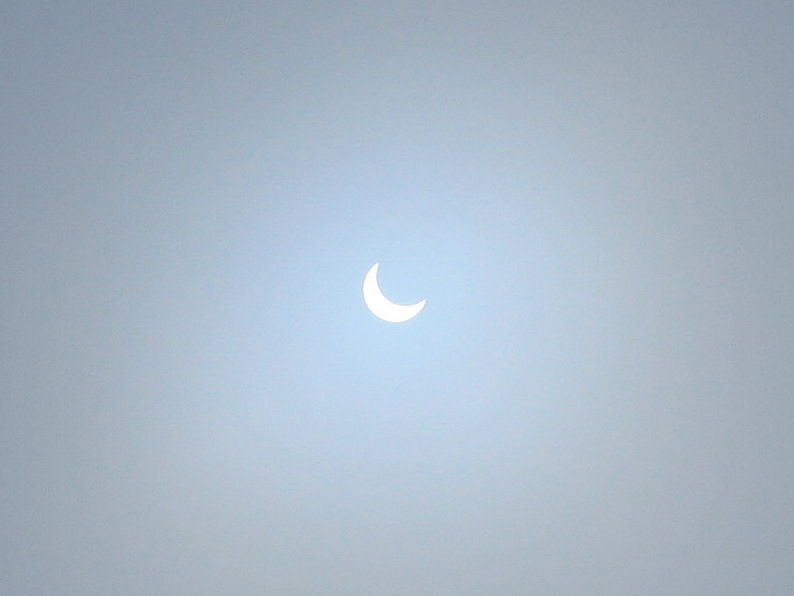
L'éclipse (partielle) depuis Pau, Pyrénées-Atlantiques, France.